# Samuel Anderson (Schauspieler)

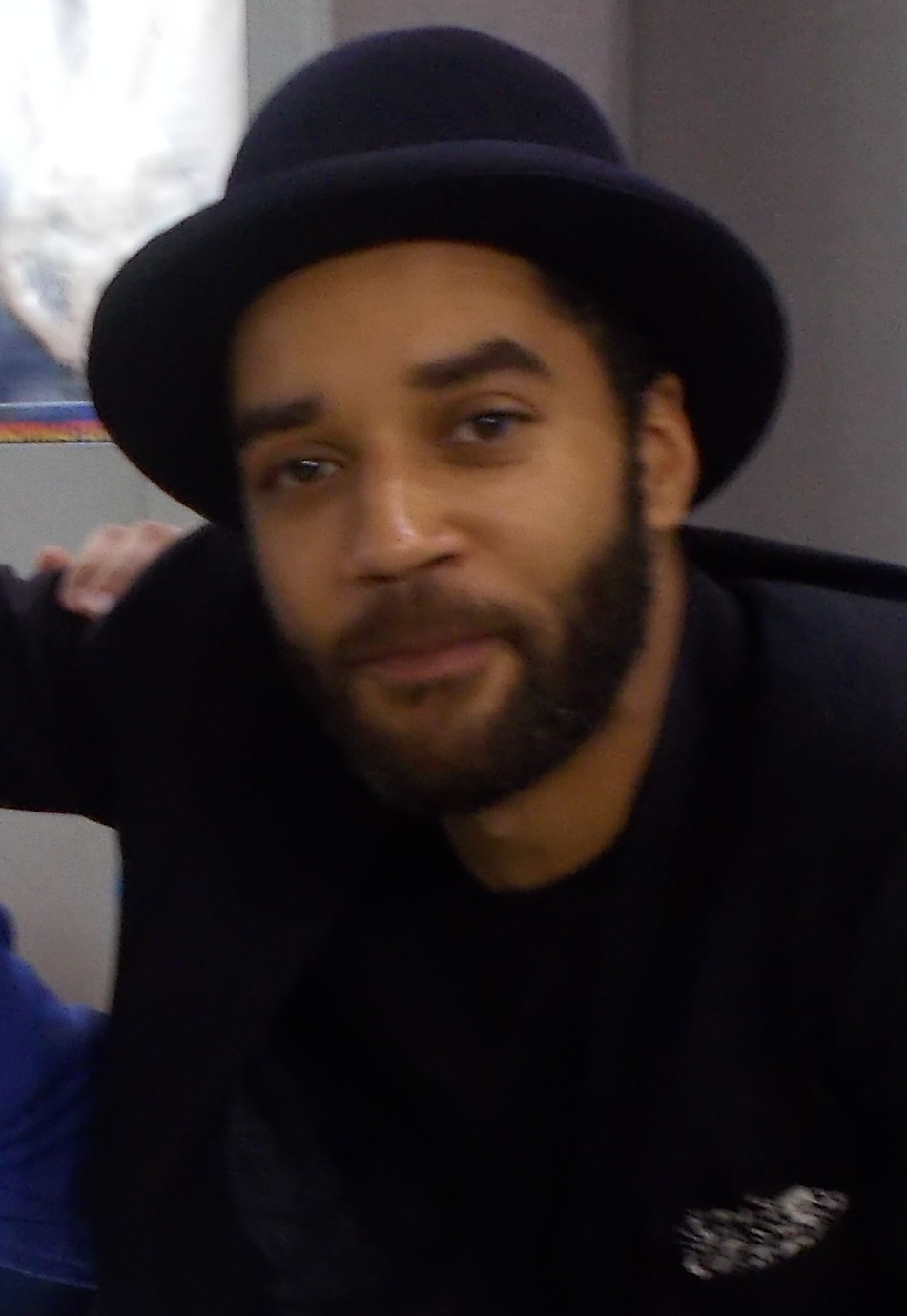
Samuel Anderson (rechts) 2015

Samuel Anderson (* 27. April 1982 in Handsworth, Birmingham, England) ist ein britischer Schauspieler.

## Leben
Anderson tritt seit 2004 als Film- und vor allem Fernsehschauspieler in Erscheinung. Er spielte die Rolle des Danny Pink in der BBC-Serie Doctor Who und die des William in der Netflix-Serie Another Life.